# Organizzazione Nazional Laburista
L'Organizzazione Nazional Laburista (in inglese: National Labour Organisation), nota anche come Comitato Laburista Nazionale (National Labour Committee), fu un gruppo politico britannico formato nel 1931 quando, dopo la creazione del primo governo nazionale appoggiato da liberali e conservatori guidato dal primo ministro laburista Ramsay MacDonald, il Partito Laburista espulse i suoi membri che supportavano questo nuovo esecutivo. L'organizzazione sostenne alcuni candidati al parlamento, ma non si considerò mai come un partito politico a pieno titolo, dato che non aveva alcuna politica distinta da quella dei governi sostenuti. Dopo la morte di Ramsay MacDonald nel 1937, il gruppo continuò ad esistere guidato da Malcolm MacDonald, figlio dell'ex primo ministro, fino alla sua liquidazione alla vigilia delle elezioni politiche del 1945.